# 나뭇진

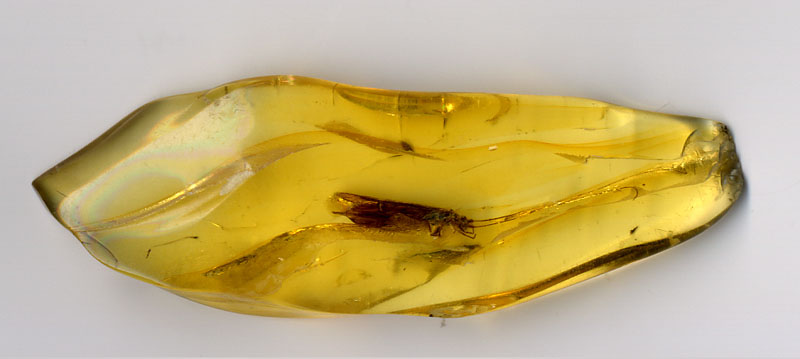
호박은 나뭇진이 화석화한 것이다.

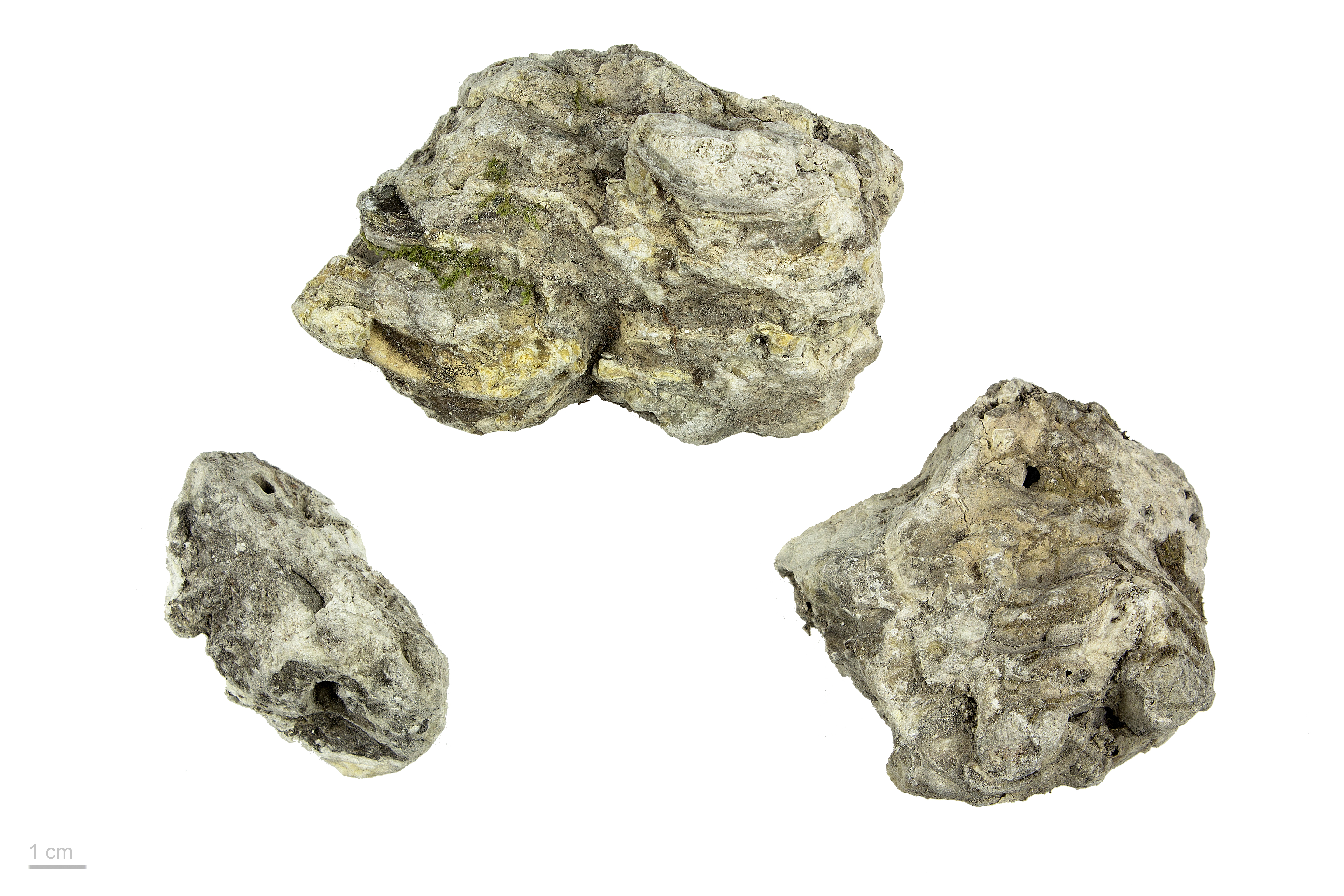
Protium Sp.”

나뭇진(--津) 또는 수지(樹脂)는 나무에서 분비되는 탄화수소로 된 끈끈한 진(津)을 말한다. 나무가 스스로의 상처를 보호하거나 곤충과 균류를 죽이는 데에 쓰는 것으로 알려져 있다. 또한 신진 대사 과정에서 초과 생산된 물질이 배출되기도 한다. 수지는 오래전부터 광택제나 접착제로 쓰여 왔다.
대부분의 나뭇진은 올레산으로 이루어져 있다. 하지만 벤조산이나 계피산으로 이루어진 것도 있으며 이를 발삼(balsam)이라 한다.

## 합성 수지
합성 수지(synthetic resin)는 인공적으로 합성된 고분자 물질 가운데 점성이 있고 굳어질 수 있는 액체를 말한다. 처음에는 액체 상태이나 완전히 경화되어 굳으면 단단한 고체 상태가 된다. 합성 수지의 종류로는 에폭시 수지, 페놀 수지, 요소 수지, 폴리우레탄 수지 등 여러 가지 종류가 있다. 이온 교환 수지는 물 정화에 쓰인다.

## 같이 보기
- 호박
- 송진
- 플라스틱